# Ratchathewi
Ratchathewi (thailändisch ราชเทวี) ist einer der 50 Bezirke (Khet) in Bangkok, der Hauptstadt von Thailand. Ratchathewi liegt im Bereich der östlichen Innenstadt südlich des Siegesdenkmals. Der Bezirk hat die Funktion eines zentralen Verkehrsknotenpunkts.

## Geographie
Ratchathewi wird im Norden begrenzt vom Khlong Samsen, im Osten vom Soi Asoke, im Süden vom Khlong Saen Saep und im Westen von der Eisenbahnlinie, die vom ehemaligen Hauptbahnhof Hua Lamphong über den neuen Hauptbahnhof Krung Thep Aphiwat Central Terminal nach ganz Thailand führt.
Die benachbarten Bezirke sind im Uhrzeigersinn von Norden aus: Phaya Thai, Din Daeng, Huai Khwang, Watthana, Pathum Wan, Pom Prap Sattru Phai und Dusit.
Auch eine Station des BTS Skytrain trägt den Namen Ratchathewi.
Außerdem verläuft der Suvarnabhumi Airport Rail Link mit den Stationen Ratchaprarop und Makkasan durch Ratchathewi.

## Geschichte
Dieser Bezirk war bis 1989 Teil des Bezirks Phaya Thai. Sein Name stammt von der Ratchathewi Intersection, der Kreuzung der beiden großen Straßen Thanon Phetchaburi (Phetchaburi-Straße) und Thanon Phayathai (Phayathai-Straße). Ursprünglich aber war es der Name einer Gemahlin von König Chulalongkorn (Rama V.), Phra Nangchao Sukhumala Marasri Phra Ratchathewi. Übrigens ist „Phra Rachathewi“ (auch: Phra Rajathevi) ein offizieller Titel für königliche Gemahlinnen.

## Sehenswürdigkeiten

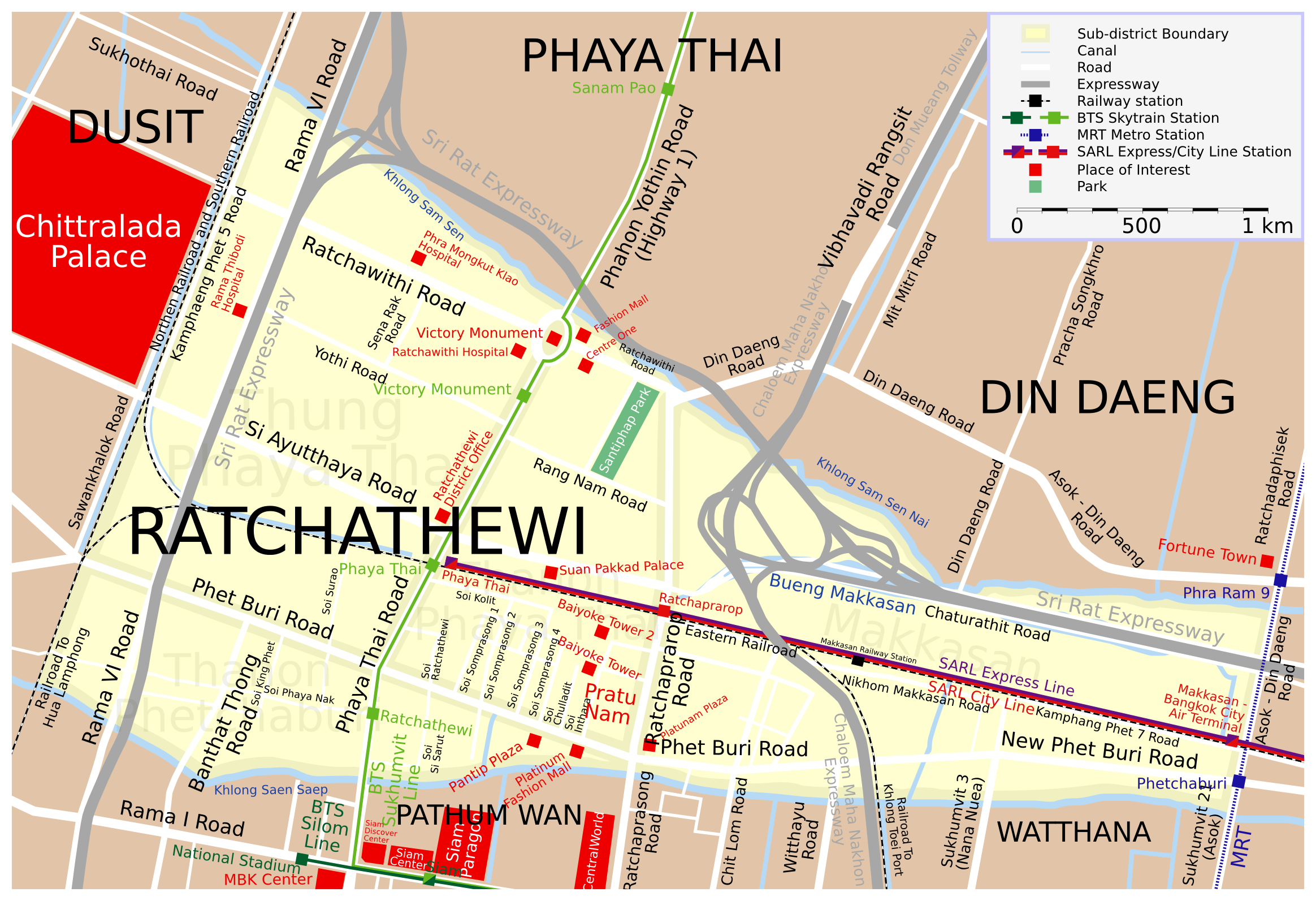
Übersichtskarte des Bezirks

- Das Siegesdenkmal wurde von Plaek Pibulsongkram erbaut, seinerzeit Premierminister, um die 59 Menschen zu ehren, die im Jahr 1940 im Französisch-Thailändischen Krieg in der Gegend von Luang Prabang und Champasak von der französischen Armee getötet worden waren. Die Einweihungszeremonie wurde am 24. Juni 1942 abgehalten. Das Denkmal hat die Form von fünf an der Spitze zusammengestellten Bajonetts. Rund um die Basis stehen fünf Standbilder, die die Armee, die Marine, die Luftwaffe, die Polizei und die Bürger symbolisieren sollen. Unter den Statuen sind 809 Namen von Gefallenen des Zweiten Weltkriegs und des Koreakriegs eingraviert. Heute ist der Platz um das Monument ein geschäftiger Busbahnhof, eine Skytrain-Station ist ebenfalls nebenan.
- Der Wang Phaya Thai (Phayathai-Palast) wurde von König Chulalongkorn (Rama V.) als Wochenend-Refugium erbaut.
- Baiyoke Tower und Baiyoke Tower 2 (höchstes Gebäude Bangkoks)
- Wang Suan Pakkad (Suan Pakkad Palast, „Gemüse-Garten Palast“)

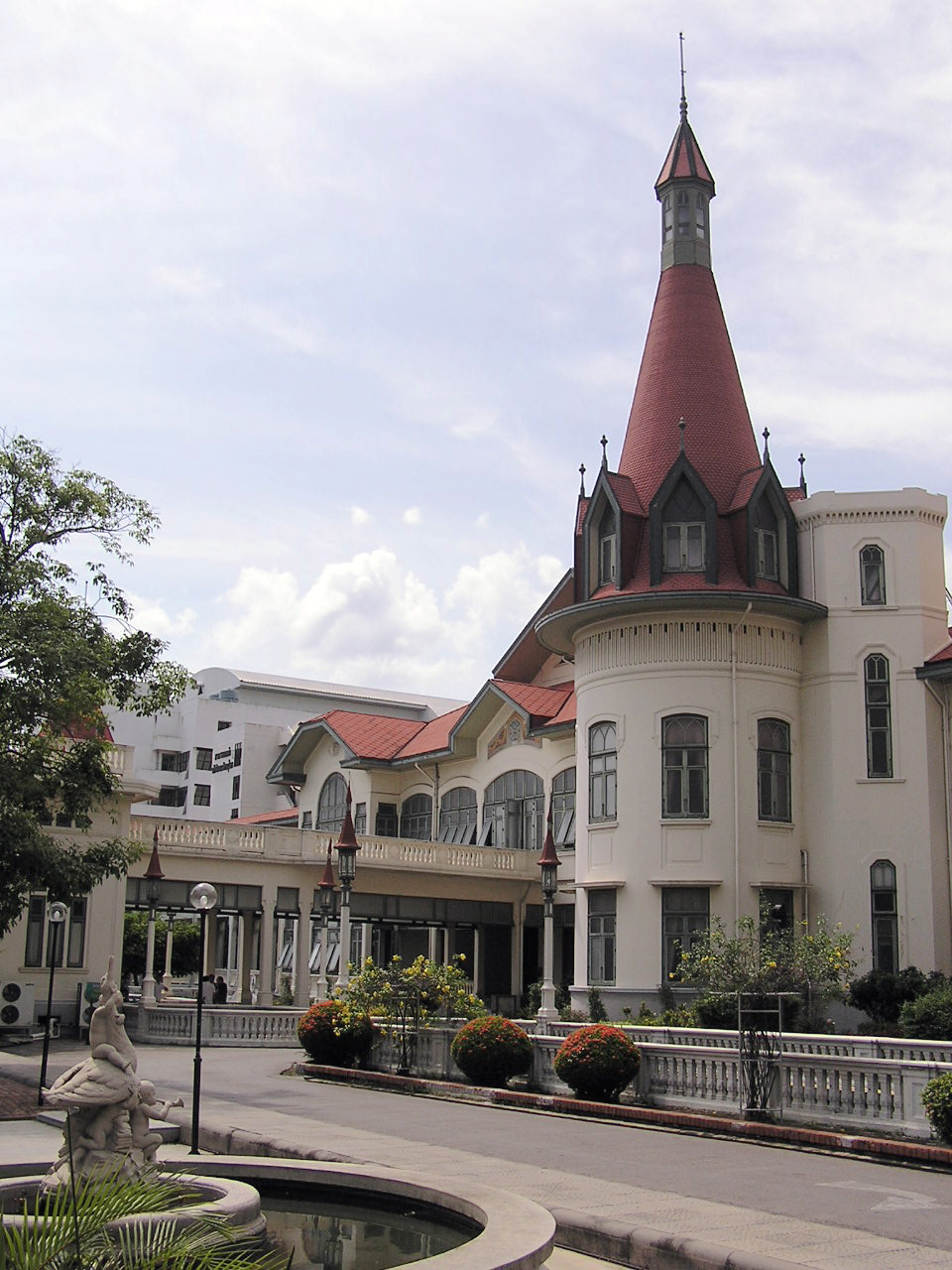
Der Wang Phaya Thai (Phaya-Thai-Palast)
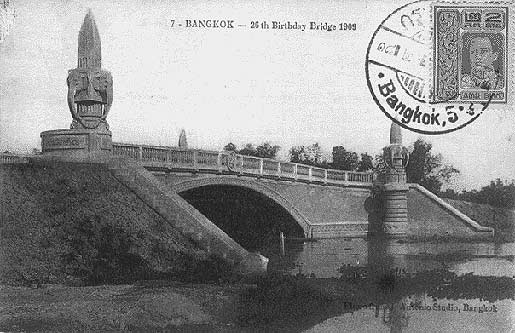
Brücke der Phaya Thai Road über den Khlong Saen Saep in der Nähe der BTS-Station Ratchathewi
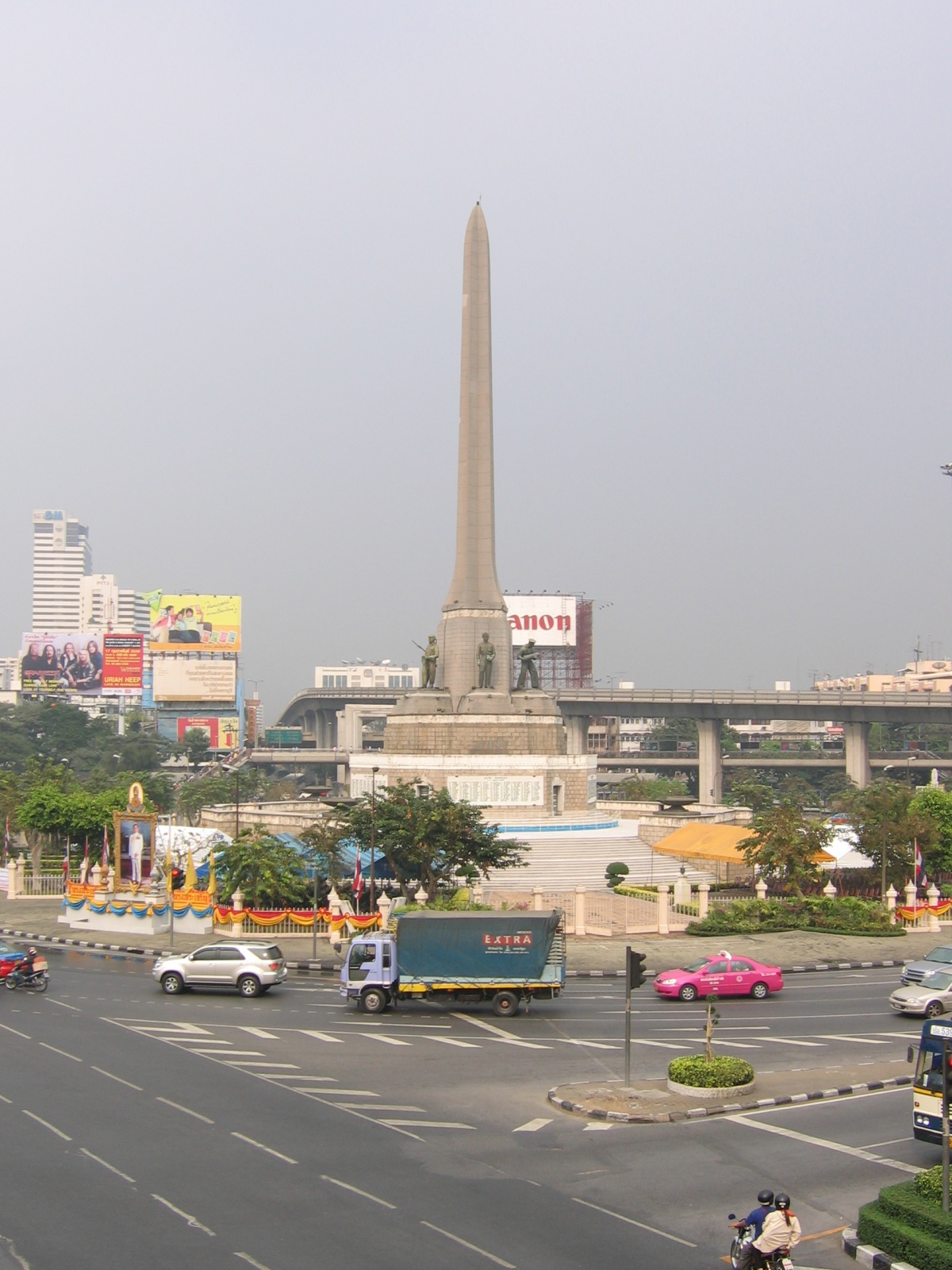
Siegesdenkmal
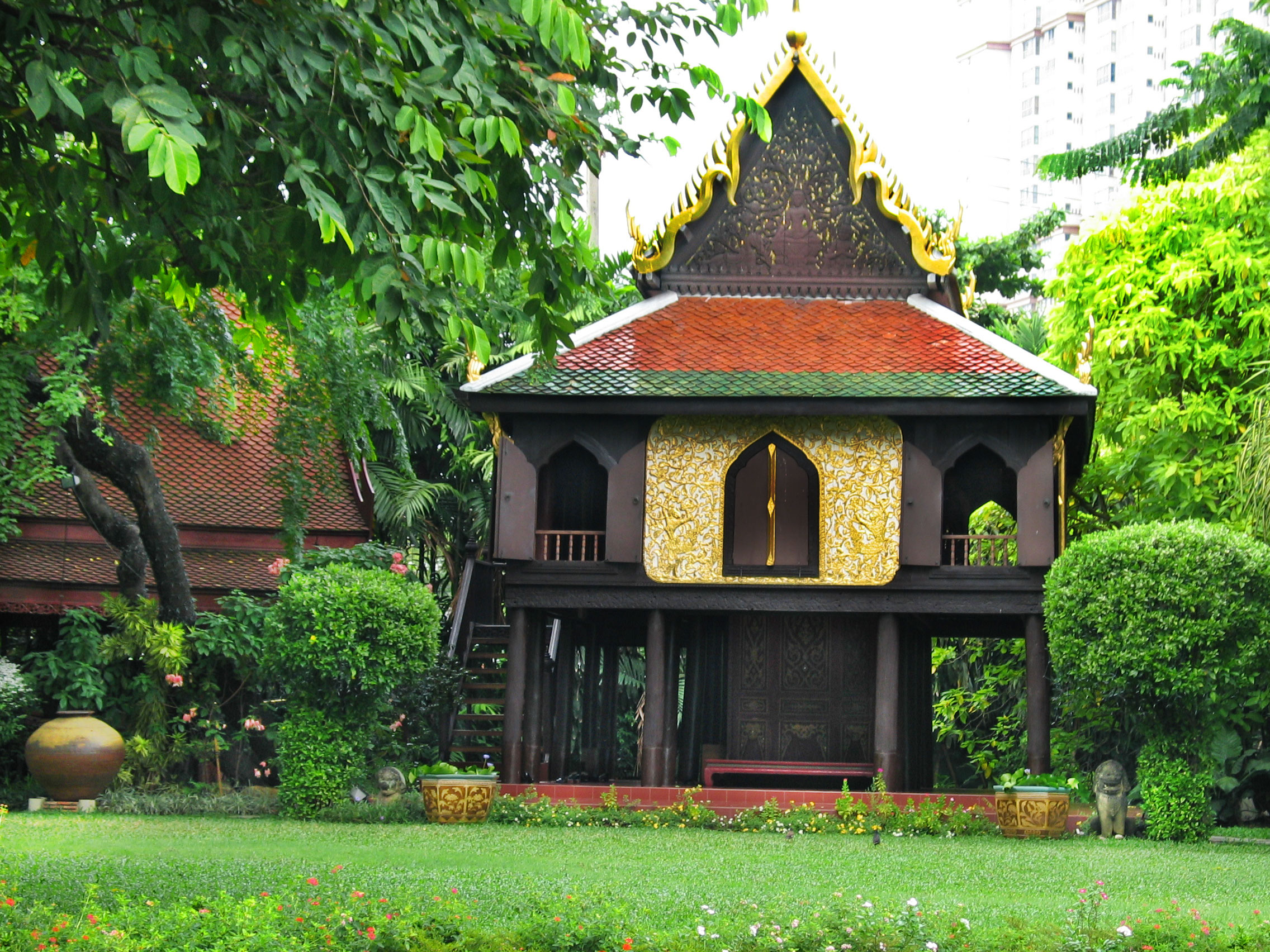
Der „Lack-Pavillon“ im Suan Pakkad Museum
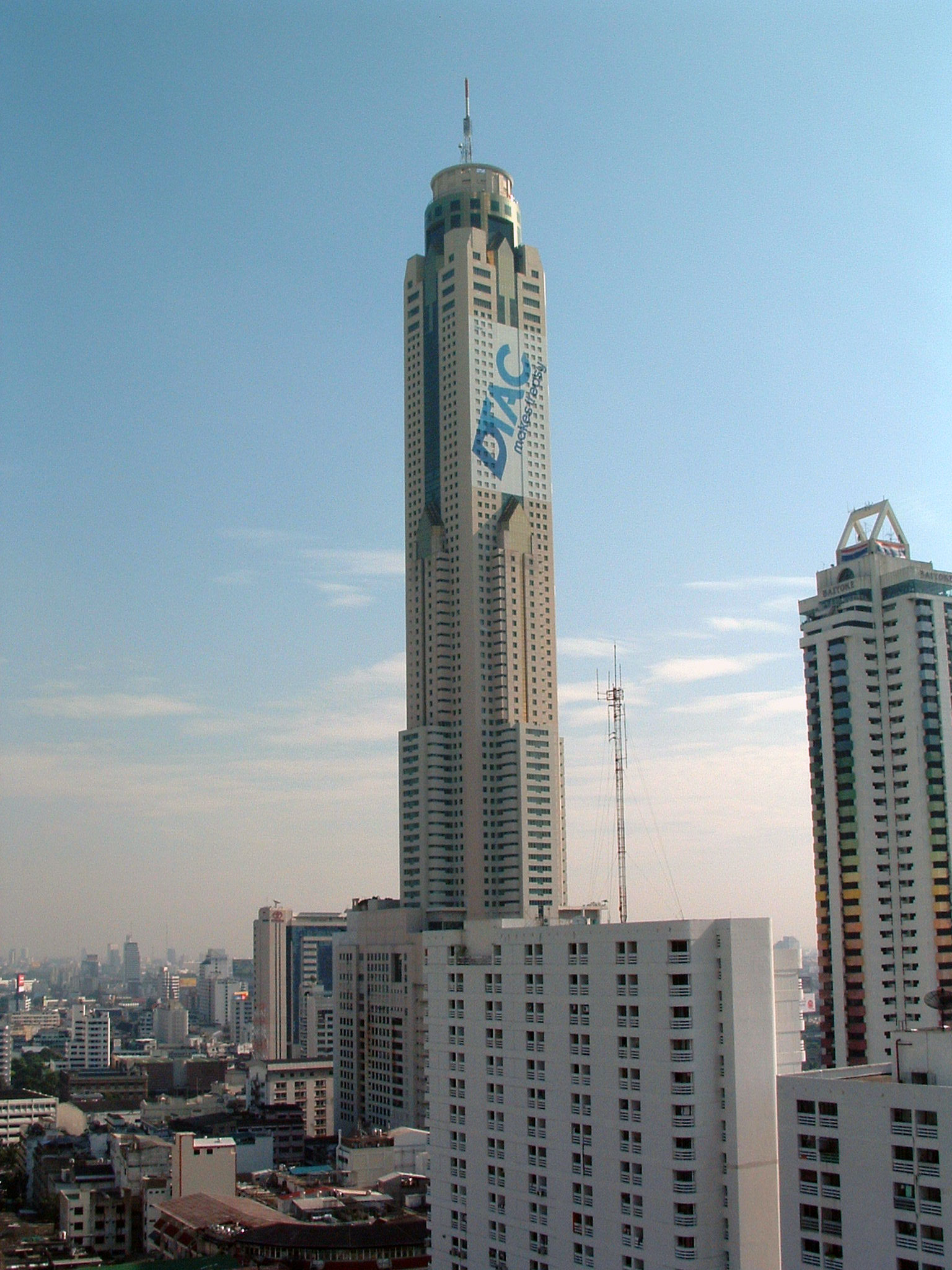
Baiyoke Tower 2

## Shopping
Das Viertel von Pratu Nam („Wasser-Tor“, Thai: ประตูน้ำ) ist bekannt für seine preiswerten Textilien. Durch kaum erkennbare Eingänge gelangt man in ein Labyrinth aus hunderten von kleinen Verkaufsständen, die auch Textilien für den Groß- und Einzelhandel anbieten.
Pantip Plaza ist eines der größten IT-Einkaufszentren in Thailand. Hier gibt es sowohl preiswerte Computer-Hardware, Software und Zubehör, als auch Mobil-Telefone und Digital-Cameras. Trotz mehrfacher Razzien konnte die lokale Kopierszene für Filme, Musik und Software nicht merkbar geschwächt werden.

## Verkehr

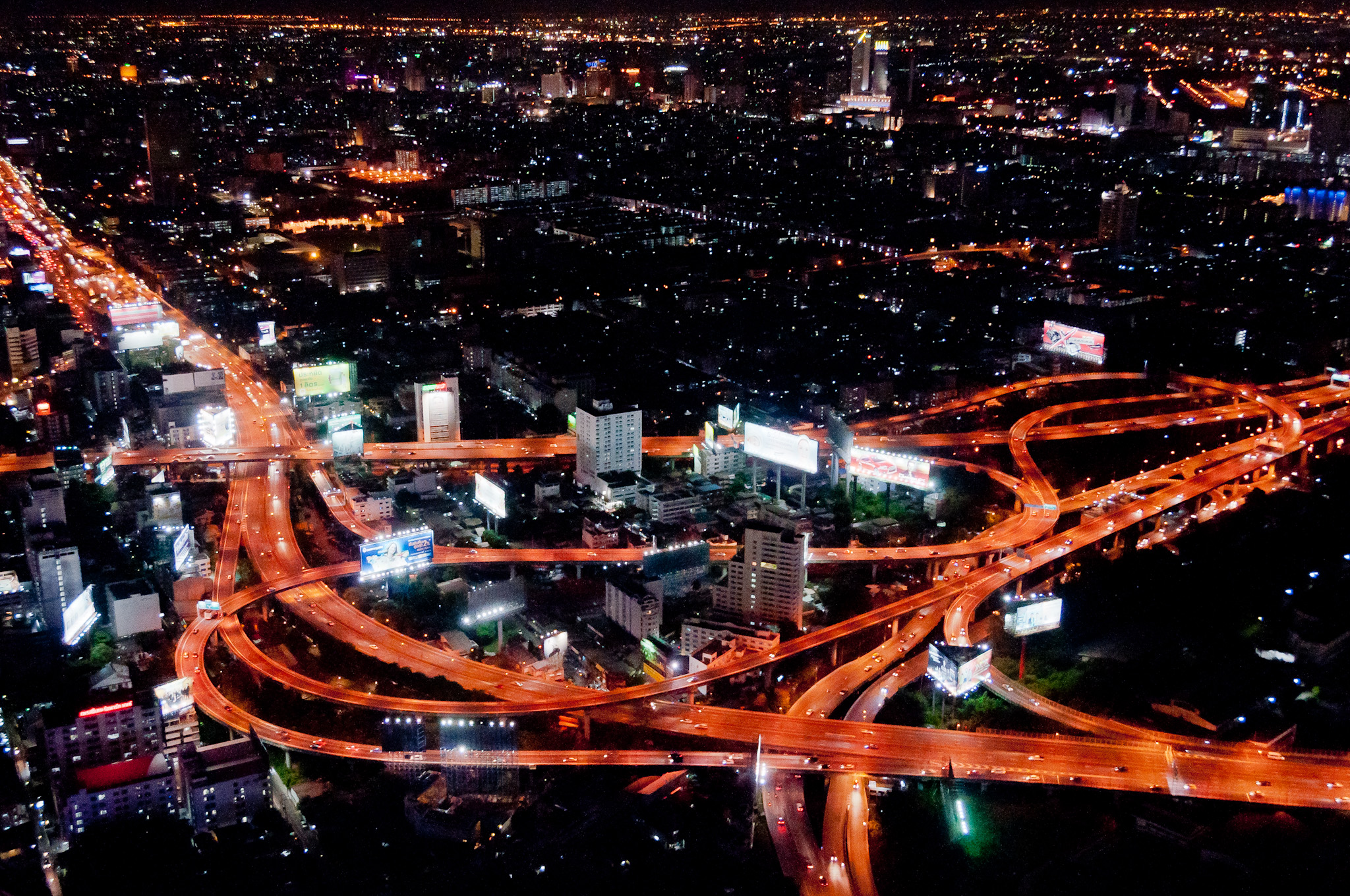
Anschlussstelle Makkasan der Stadtautobahnen Si Rat, Chaloem Maha Nakhon und Uttaraphimuk

Das Siegesdenkmal (Anusawari Chaisamoraphum oder ‘Victory Monument’) ist ein zentraler Umsteigepunkt für Stadtbusse. Zahlreiche Linien des öffentlichen Massenverkehrsbetriebs (BMTA) berühren sich. Das Siegesdenkmal ist außerdem Abfahrtspunkt für Kleinbusse, die vorwiegend Provinzhauptstädte, aber auch kleinere Orte in Zentralthailand sowie Ausflugsziele (z. B. Pattaya) bedienen.
In Ratchathewi gibt es drei Stationen des Bangkok Skytrain: Ratchathewi, Phaya Thai und Victory Monument (Anusawari Chaisamoraphum).
Express-Boote fahren regelmäßig auf dem Khlong Saen Saep an der südlichen Grenze des Bezirks. Die Anlegestelle Pratu Nam (Ratchadamri-Straße) ist die zentrale Station des Wasserbus-Netzes. Von hier aus gehen Boote nach Westen zur Phan-Fa-Brücke im Bezirk Pom Prap Sattru Phai (in der Nähe des Golden Mount im nordöstlichen Teil der „Altstadt“ von Bangkok) und nach Osten zum Wat Si Bunrueang im nordöstlichen Bezirk Bang Kapi.
Die Bangkok Metro (U-Bahn, MRT) verkehrt unterhalb der Ostgrenze von Ratchathewi zum Bezirk Huai Khwang. Die Haltestelle Phetchaburi bedient den östlichen Zipfel des Bezirks.
Mit Phaya Thai befindet sich in diesem Bezirk die stadtseitige Endstelle der City Line des Flughafenzubringers Suvarnabhumi Airport Rail Link, außerdem die Haltestelle Ratchaprarop. An der Haltestelle Makkasan am östlichen Rand des Bezirks fährt auch die Express Line ab, die ohne weiteren Halt zum Flughafen fährt. Diese Station soll die Funktion eines in die Stadt vorverlagerten Flughafenterminals erfüllen („City Air Terminal“).
Ratchathewi wird von den kostenpflichtigen Stadtautobahnen Sirat-Expressway und Chaloem Maha Nakhon Expressway durchschnitten. Außerdem beginnt an der Siegessäule die Phahonyothin-Straße, die nördliche Hauptausfallstraße Bangkoks und Thailands Nationalstraße Nr. 1.

## Gesundheit
In Ratchathewi befinden sich mehrere der größten Krankenhäuser Bangkoks: das Phramongkutklao-Krankenhaus, das dem thailändischen Heer untersteht, aber auch zivile Patienten behandelt; das Ramathibodi-Krankenhaus, das eine der beiden Universitätskliniken der Mahidol-Universität ist; sowie das regierungseigene Rajavithi-Krankenhaus direkt am Siegesdenkmal.

## Verwaltung
Der Bezirk ist in vier Unterbezirke (Khwaeng) gegliedert:
| Nr. | Name Khwaeng       | Thai      | Einw.  |
| --- | ------------------ | --------- | ------ |
| 1.  | Thung Phaya Thai   | ทุ่งพญาไท   | 31.009 |
| 2.  | Thanon Phaya Thai  | ถนนพญาไท  | 09.306 |
| 3.  | Thanon Phetchaburi | ถนนเพชรบุรี | 15.246 |
| 4.  | Makkasan           | มักกะสัน    | 17.989 |